# مزرعة غوتييه
مزرعة غوتييه مزرعة اشتهرت بكونها مركز تعذيب أنشئ خلال الحرب الجزائرية. تقع المزرعة في ولاية بومرداس الجزائرية بالقرب من مدن سوق الحد وثنية وسي مصطفى والعديد من القرى المجاورة ووادي يسر والطريق الوطني RN5 .
تسعى وزارة المجاهدين الجزائرية إلى تصنيف المزرعة كمعلم تاريخي وتحويلها إلى متحف للولاية الرابعة التاريخية.

## التأسيس
أنشئت هذه المزرعة عام 1872، عندما حصل المزارع غوتييه على امتياز زراعي في سوق الحد بعد نهب المستعمر الفرنسي ومصادرة الأرض من السكان المحليين بعد نهاية ثورة المقراني.
تخصصت هذه المزرعة في زراعة العنب الموجه لإنتاج النبيذ محليا. كما شملت المزرعة بساتين شاسعة من شجر البرتقال في شمالها وشرقها. الأمر الذي ساهم في تنوع الدخل الزراعي مع الاستفادة من وفرة المياه من واد يسير.

## حرب الجزائر
بعد إندلاع الثورة الجزائرية، شهد عام 1956 تكثيف هجمات الجزائريين على البنى التحتية الفرنسية في منطقة القبائل السفلى وقرى سوق الحد تحت إشراف المفوض السياسي والمجاهد يحيى بوسحاقي (1935-1960). الذي نجح في تجنيد عشرات من النشطاء لمهاجمة المزارع الاستعمارية في محيط واد يسير.
تسبب تخريب معدات المعمرين في حيرة وإحباط وخوف المزارعين وحتى سكان المدن من الفرنسيين، خاصة بعد زرع قنبلة في مكتب البريد في ثنية (مينرفيل سابقا). وجرى في جميع أنحاء منطقة بني عائشة، تحويل العديد من المزارع بسرعة إلى مراكز تعذيب سرية يشرف عليها المستوطنون والجنود الفرنسيون في محاولة لقمع الثورة.

## إعادة التنظيم
تم تحويل مزرعة غوتيه في عام 1956 إلى سجن مغلق بداخله غرف خرسانية ضيقة ومغلقة، حولها الفرنسيون من غرف لحفظ وإنتاج النبيذ إلى زنازين رهيبة شهدت وحشية ممارسات الجنود الفرنسيين تجاه الجزائريين الذين رفعوا السلاح في وجه الاحتلال من أجل استعادة الحرية.
بعد إعادة هكيلة المزرعة، كانت قاعات الاعتقال القسري والاستجواب والتعذيب والاغتيال داخل هذه المزرعة تأوي حوالي 200 معتقل في مساحة لا تقل عن 5000 متر مربع من المساحة الأصلية لهذه المنشأة.
حفرت عدة خنادق داخل مركز الاحتجاز هذا، لا يزيد طول وعرض كل حفرة عن متر أو مترين. وينزل فيها ما بين واحد وأربعة معتقلين، وقد يصل العدد إلى ثمانية أو أكثر. وتحول فناء السجن المكشوف إلى ساحة تعذيب في الهواء الطلق. ولا يمكن السماح بتلاقي السجناء إلا في حالات نادرة، في غياب الحراس وقلة اهتمامهم.
جهز مركز التعذيب بثلاثة أبواب رئيسية، من بينها باب خلفي يتم من خلاله إخراج المعتقلين لإعدامهم. كانوا ينقلون إلى وادي يسر القريب، حيث يتم قتلهم ودفنهم أو إلقاؤهم جثثهم في مجرى الواد. وظلت المزرعة مستخدمة في التعذيب وفق بنيتها المعدلة، وكان آلاف الجزائريين يشهدون عمليات وحشية سواء كانوا من جبهة التحرير أو من جيش التحرير أو حتى مواطنين عاديين. وظل هذا أمر على هذا النحو حتى إعلان وقف إطلاق النار في 19 مارس 1962 بعد اتفاقيات إيفيان.

## التعذيب
إبان الثورة الجزائرية، تحولت هذه المزرعة إلى معتقل ومركز لتعذيب الجزائريين وحتى قتلهم.
جاء الجلادان «فينيكس» و«سكارفو» من عائلة غوليتر ومعاونيهما «ماثيو» و«لينفانت»، وكذا مجرمون آخرون من «ميليفس» لسي مصطفى وزموري. وكانوا جميعًا تحت إمرة الجلادين «باترنوت» و«ريد». وقبيل الاستقلال، تم تهريب قادة هذا المعتقل مثل النقباء سكارفو ولينفانت وماثيو في مارس 1962، بأمر من الجنرال شارل أيلريت [الفرنسية] (1907-1968)، وعادوا إلى فرنسا.
بعد استقلال الجزائر عام 1962، بقيت المعدات التي استخدمت في التعذيب، على الرغم من احتلال عائلات جزائرية للمكان بغية الاستقرار فيه.
ولم يدرج معسكر الاعتقال غوتييه هذا، بالإضافة إلى معسكرات أخرى، في قوائم المنظمات الدولية الكبيرة مثل الصليب الأحمر، لأنها كانت معسكرات سرية ولم يكن سوى سكان الحي على دراية بوجودها. ولكن المؤلف فرانسوا هاينتز وثق الجرائم من خلال كتابه، «حركي الدرك الأحمر 1954-1962» (بالفرنسية: Le harki des gendarmes rouges 1954-1962)‏ الصادر عام 1982. والذي سرد فيه تفاصيل التعذيب في مزرعة غوتييه، والفظائع التي ارتكبها النقيب سكارفو وزملائه.

## مجاهدون معذبون
- محمد رحمون (1940-2022)

## روابط خارجية
- الموقع الرسمي لوزارة المجاهدين بالجزائر

## الكتب المرجعية
- François، Heintz (1982). Le harki des gendarmes rouges: 1954-1962. Collection Témoignage. Volume 8. باريس: Le Cercle d'or. ص. 84. ISBN:9782718801018. مؤرشف من الأصل في 2021-07-28.